# Johann Jakob Michael Küchel
Johann Jakob Michael Küchel (* 19. August 1703 in Bamberg; † 2. Juni 1769 ebenda) war ein deutscher Architekt des Rokoko.
Küchel, Schüler des Architekten Maximilian von Welsch, wurde von Bischof Friedrich Carl Graf von Schönborn, dem Bischof von Bamberg, zu seinem Hofarchitekten ernannt. Er gilt neben Leonhard Dientzenhofer und Balthasar Neumann als der dritte große Architekt aus Bamberg. 1737 begab er sich im Auftrag des Fürstbischofs Friedrich Karl nach Regensburg, Nürnberg, Dresden, Berlin, München, Wien, Raab, Ofen, Pest, Preßburg und Böhmen, um die dortige Baukunst des Rokoko zu studieren. Sein Reisetagebuch ist im Bamberger Staatsarchiv erhalten und gilt als eine der wichtigsten umfassenden Reisebeschreibungen vom Anfang des 18. Jahrhunderts.

## Werke (Auswahl)
- Pfarrhaus in Leutenbach (1738; Denkmalliste)
- Ehemaliger fürstbischöflicher Fohlenhof in Peulendorf, 1739
- Umgestaltung des Alten Rathauses von Bamberg, 1744–1756
- Schloss Seehof, Memmelsdorf, mehrere Gebäude (1736–1738, 1753)
- Gartenpavillon im Rosengarten der Residenz in Bamberg
- Seitenflügel der Schlossanlage Ullstadt
- Ehemaliges Amtsgericht, seit 1959 Wohnhaus, in Hollfeld (1743)
- St. Laurentius in Oberbrunn (1743–1750)
- Ausbau von Schloss Thurn, Gemeinde Heroldsbach, zur barocken Anlage (1747–56)
- Elisabethenspital in Pottenstein, 1751–53
- Mariä Geburt in Pettstadt, 1754
- St. Bartholomäus in Buttenheim, Langhaus und Chor (1754–1757)
- Elisabethen-Hospital in Scheßlitz, 1766–1767
- St. Kilianskirche in Pretzfeld
- Valentinikapelle in Unterleiterbach
- St. Laurentius in Lettenreuth
- Domherrenhof Rotenhan in Bamberg, heute Erzbischöfliches Palais Bamberg, um 1769